# 王迈
王迈（1184年-1248年），字實之，一字贯之，號臞軒。福建仙游人。
早年就教于同乡太常博士傅诚。嘉定十年（1217年），吴潜榜进士及第。曾任潭州（今长沙市）观察推官，调浙西安抚司幹官。與劉克莊有交往。绍定三年主持殿試，详定官王元春想要让亲戚高中，王迈当场指责，王元春惱怒，唆使諫官李知孝誣陷王邁在殿室内喧哗（语声高），後來王邁被貶出京，任南外睦宗院教授。刘克庄曾以“策好人争诵，名高士责全”诗句相赠。端平元年，由泉州知州真德秀举荐，召学士院策试。次年，为祕书省正字，因直言强諫，宋理宗指斥為“狂生”。以忤旨，出京通判漳州。累官赣州通判。淳祐元年（1241）通判吉州，迁知邵武军。郑清之再拜相，召入为右司郎官。淳佑八年，病死家中。追赠司农少卿。有《臞轩集》十六卷。

## 延伸阅读
[在维基数据编辑]
 《宋史·卷423》，出自脱脱《宋史》